# 買物探偵社 シナモン
『買物探偵社 シナモン』（かいものたんていしゃ - ）は、 2010年10月4日から2011年6月17日 に関西テレビで放送されていた通販番組。放送時間は毎週月曜日〜木曜日の午前11:25〜11:30・金曜日の午前11:20〜11:30（JST、2011年4月1日までは月曜日〜金曜日の午前11:25〜11:30）。関西テレビハッズ制作。

## 概要
関西テレビ制作による平日帯の通販番組は、2010年10月1日まで同局のワイドショー番組『あっぷ&UP!』の後半で「あっぷ&SHOP!」というコーナーが放送されていた。しかし、同番組が同年秋改編で情報を強化するために通販コーナーを終了させ、新たに午前枠に移動させる形で「買物探偵社 シナモン」としてスタートさせた。同局が午前枠で通販番組をレギュラー放送するのは、『昼ショップ 買物検討使』（2009年3月終了）以来1年半ぶりである。
番組は、架空の探偵社「山村探偵社」の社長・山村紅葉と助手の田所章子が毎回、お値打ち商品・こだわり商品・話題の新商品など様々なアイテムを紹介する。
オープニングテーマは、『オールナイトニッポン』（ニッポン放送）のテーマソングで知られている『BITTERSWEET　SAMBA』である。
なお、テレビ東京で過去に放送された深夜の通販番組『シナモン』とは一切関係ない。
2011年6月25日には、最終回スペシャルが5:05 - 5:30に放送された。
2011年6月20日からは『買物生活ほんでなんぼ? 』が放送される。

## 出演
- 山村紅葉
- 田所章子